# Алтысарский улус
Алтыса́рский улус (от хак. алтынзархы — северный или нижний) — княжество енисейских кыргызов XVI—XVIII вв. с центром на севере современной Хакасии в долине Июсов и Божьих озер (Тигір кöл). Улус входил в конфедерацию четырех кыргызских княжеств, известную в русских источниках как Киргизская землица, управлялся князем — беком (хак. піг). Алтысарцы именовались «нижними киргизами», так как обитали ниже остальных по течению Енисея. В русских документах XVII в. имели второе название «Большие киргизы», так как в междуречье Июсов при каменном городке находилась резиденция самых знатных князей (напр., Номчи, Ишей, Иренек). В состав этого улуса входили следующие роды или аймаки: Кызыльский, Шуйский, Ачинский, Туматский и др. Все жители долины р. Чулыма, р. Кии и северных отрогов Кузнецкого Алатау считались данниками — кыштымами Алтысарского улуса.
В улус входили следующие аймаки:
- Ачинский,
- Кызыльский,
- Туматский,
- Шуйский и др.